# Saroptila platysara
Saroptila platysara is een vlinder uit de familie van de spinneruilen (Erebidae). De wetenschappelijke naam van de soort is voor het eerst geldig gepubliceerd in 1929 door Turner. De soort komt voor in  Australië.